# Ana Mayayo Salvo
Ana Mayayo Salvo (Buenos Aires,1880 - Zaragoza, 1968), conocida también como Doña Anita, fue una docente española.

## Trayectoria
Mayayo fue hija de Ana Salvo Aguirre y Andrés Mayayo, emigrantes a Argentina desde la comarca de las Cinco Villas, y que regresaron a España cuando Mayayo era una niña.
Con 16 años ya tomó parte en las oposiciones a Escuelas de niñas. Obtuvo el título de maestra superior en la Escuela Normal de Maestras de Zaragoza con 17 años. Desde 1902 hasta 1907 estuvo destinada en Zaragoza. En 1907 marchó a Madrid, donde obtuvo el título de profesora de la Escuela Normal en la Escuela de Estudios Superiores de Magisterio de Madrid. Regresó a Zaragoza donde se instalaría definitivamente en 1909.
Se casó con Pablo Puig Causi con el que tuvo dos hijos. En 1933 se quedó viuda.
Fue nombrada directora del grupo escolar Los Graneros, una escuela instalada en el antiguo silo de Zaragoza, donde después se instaló el Centro de Educación de Personas Adultas Concepción Arenal, en 1913. Desde 1923 hasta 1950 también fue la directora de la escuela aneja a la Normal de Maestras. Los estudiantes de Magisterio hacían sus prácticas escolares en las escuelas anejas, bajo su supervisión.
Formó parte de la Junta Municipal de Primera Enseñanza. Desde esa Junta impulsó el ropero escolar, la cantina y las colonias escolares. Siendo presidenta de la Asociación de Huérfanos de Magisterio, en los años 40, consiguió la construcción del Colegio de Huérfanos de Nuestra Señora del Pilar, edificio en el que después se instaló el Instituto Miguel Catalán.
Falleció el 11 de septiembre de 1968. Un año después recibió su nombre el primer colegio construido tras su muerte en Zaragoza.

## Reconocimientos
En 1969 se impuso su nombre al grupo escolar del Parque Palomar, al ser el primero que se construyó después de su muerte, como homenaje de la ciudad de Zaragoza a esta defensora de la educación y de la infancia.